# Colobostema nocturnale
Colobostema nocturnale är en tvåvingeart som beskrevs av Cook 1968. Colobostema nocturnale ingår i släktet Colobostema och familjen dyngmyggor. Inga underarter finns listade i Catalogue of Life.